# James-Alexandre de Pourtalès
James-Alexandre de Pourtalès, dit de Pourtalès-Gorgier (1813), comte de Pourtalès (1814), né le 28 novembre 1776 à Neuchâtel et mort le 24 mars 1855 à Paris, est un banquier, diplomate et collectionneur d'art suisse.

## Biographie
Issu d'une grande famille de financiers protestants, James-Alexandre de Pourtalès est le fils de Jacques-Louis de Pourtalès (1722-1814), banquier à Naples, et de la comtesse née Rose Augustine Marie de Luze (1751-1791). Il épouse le 12 juin 1809 à Neuchâtel Anne Henriette Falconnet de Palézieux (1792-1836). Ils ont pour enfants :
- Élisa Calixte (1810-1877), qui épouse (1831) Charles-Alexandre de Ganay (en) (1803-1881), ministre plénipotentiaire, fils d'Antoine-Charles de Ganay, d'où le général Jacques de Ganay ;
- Cécile (1812-1833), qui épouse (1830) Rodolphe Émile Adolphe de Rougemont (1805-1844) ;
- Henri (1815-1876), qui épouse (1840) Anne Marie d'Escherny (1820-1901), dont postérité ;
- Charles (1816-1871) ;
- Jacques Robert (1821-1874), qui épouse (1846) Adèle Anna Hagermann (1825-1898), dont postérité ;
- Edmond (1828-1895), qui épouse Mélanie Renouard de Bussière (1836-1914), dont postérité.

Acquéreur en 1813 de la seigneurie de Gorgier, James-Alexandre de Pourtalès est créé comte et nommé chambellan par un rescrit de Frédéric-Guillaume III de Prusse du 30 novembre 1814. Ce fut lui qui affranchit les Bérochaux des corvées de charroi en 1822 et reçut en signe reconnaissance un banc à ses armoiries (enlevées en 1848) à l'église. En outre, la Commune de Gorgier lui accorda la bourgeoisie d'honneur. Membre des Audiences générales (1816-1829), il s'établit à Paris en 1815. 
Dans son hôtel particulier, construit en 1838-1839 par Félix Duban rue Tronchet, il réunit l'une des plus importantes collections d'antiques et de tableaux (notamment de Bronzino, Rembrandt et Ingres) de son époque, dispersée aux enchères par ses enfants en 1865 conformément à sa volonté. Il fit photographier une grande partie de sa collection dont les œuvres furent publiées dans un volume grand in-folio composé de 63 planches, édité par Goupil et Cie au prix de 300 francs. Le nom du photographe n'est pas indiqué.
En 1806, il fait l'acquisition du château de Bandeville à Saint-Cyr-sous-Dourdan (Essonne), dont il fait réaménager le parc à l'anglaise en 1833 par le paysagiste Louis-Sulpice Varé, dont c'est l'une des premières œuvres connues.
En 1809, James Alexandre acquiert pour 150 000 francs suisses le château de Luins.

## Résidences

### En France
- Hôtel particulier, n° 7 rue Tronchet, Paris (8e arrondissement)
- Château de Bandeville à Saint-Cyr-sous-Dourdan (Essonne)

### En Suisse
- Château de Luins, dans le canton de Vaud

## Iconographie

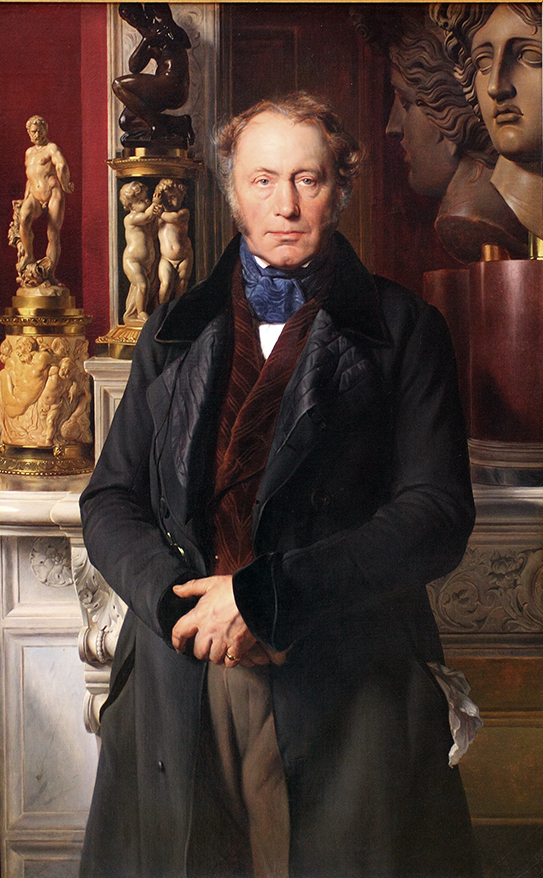
Portrait à mi-taille du comte de Pourtalès par Paul Delaroche.

- 1846  - Portrait à mi-taille du comte de Pourtalès par Paul Delaroche. Ce tableau fut photographié en 1858, par Robert Jefferson Bingham pour illustrer l'œuvre du peintre, planche n°47, conservée à la Bibliothèque nationale de France[1].

### Sources
- Fiche du comte James-Alexandre de Pourtalès-Gorgier sur le site www.geneall.net (consulté le 28 novembre 2009)
- Laurent Langer, « James-Alexandre de Pourtalès » dans le Dictionnaire historique de la Suisse en ligne, version du 29 août 2008.